# Großsteingräber bei Meschendorf
Die Großsteingräber bei Meschendorf waren megalithische Grabanlagen der jungsteinzeitlichen Trichterbecherkultur bei Meschendorf, einem Ortsteil von Rerik im Landkreis Rostock (Mecklenburg-Vorpommern). Robert Beltz führte sie 1899 noch als erhalten, sie dürften also wohl erst im frühen 20. Jahrhundert zerstört worden sein. Ihr genauer Standort ist nicht überliefert. Auch über Ausrichtung, Maße und Typ liegen keine näheren Angaben vor. Sie werden lediglich allgemein als ein Hünenbett und eine Steinkammer beschrieben. Evtl. liegt eine Verwechslung mit zweien der nahe gelegenen Großsteingräber von Mechelsdorf vor.